# 베르켈라이 전투

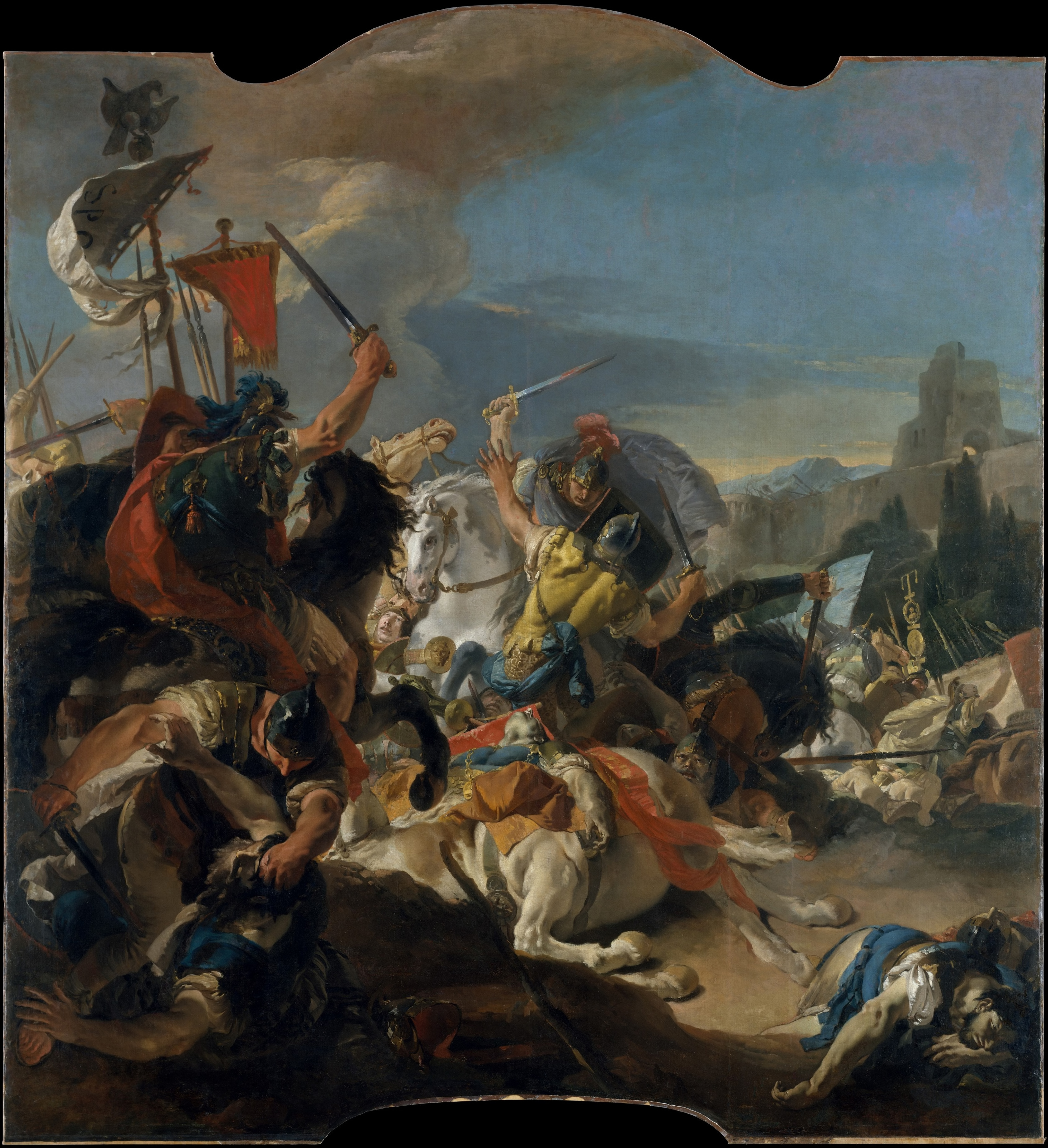

베르켈라이 전투(Battle of Vercellae), 베르첼리 전투 또는 라우디네 평원 전투(Battle of the Raudine Plain)는 기원전 101년 7월 30일 갈리아 키살피나(지금의 이탈리아 북부) 베르켈라이 근처 평야에서 벌어졌다. 킴브릭 왕 보이릭스(Boiorix)가 지휘하는 게르만-켈트 연합은 집정관 가이우스 마리우스와 총독 퀸투스 루타티우스 카툴루스가 합동 지휘하는 로마군에 의해 패배했다. 이 전투는 로마 공화국에 대한 게르만족의 위협이 종식되었음을 의미했다.

## 같이 보기
- 고대 로마의 전쟁과 전투 목록